# Ann De Greef
Ann De Greef (Louvain, 1967) est la directrice de Global Action in the Interest of Animals (GAIA), l’organisation de défense des droits des animaux la plus influente et la plus connue de Belgique. GAIA mène des campagnes contre la maltraitance animale organisée et les pratiques humaines causant des souffrances animales à grande échelle. Sa mission est de transformer la société pour réduire la souffrance animale et promouvoir davantage de respect pour le bien-être, la dignité et les droits des animaux.
De Greef a étudié le tourisme et a obtenu son diplôme en 1987, avant de travailler brièvement dans une agence de voyages. En 1992, elle a cofondé l'organisation de défense des droits des animaux GAIA avec Michel Vandenbosch, et en est la directrice depuis lors,. Elle est également présidente de Cruelty Free Europe, une coalition fondée en 2019 qui vise à mettre fin aux tests sur les animaux en Europe.
De Greef est spécialisée dans les campagnes contre la souffrance animale organisée et dans le lobbying pour un plus grand respect des animaux aux niveaux local, régional, national et international. En plus de son travail chez GAIA, elle est également membre du conseil d'administration de l'Eurogroup for Animals, membre des Conseils wallon et flamand pour le bien-être animal, ainsi que membre suppléant du Conseil bruxellois pour le bien-être animal.
Les plus grandes victoires de GAIA incluent l’interdiction de l’abattage sans étourdissement en Flandre et en Wallonie (2017), la stérilisation obligatoire des chats dans toute la Belgique (Flandre et Wallonie en 2017, Bruxelles en 2018), l’interdiction des courses de chevaux de rue (1995) et l’interdiction européenne du commerce des produits dérivés du phoque (2009).